# Азербайджанская государственная художественная галерея
Азербайджанская государственная художественная галерея (азерб. Azərbaycan Dövlət Rəsm Qalereyası) — художественный музей в Баку, занимающийся сохранением и реставрацией культурного наследия Азербайджана.

## История
Азербайджанская государственная художественная галерея создана в 1972 году указом Министерства культуры Азербайджанской ССР на базе Азербайджанского Государственного выставочного зала, действовашего с 1960 года. В галерее представлено более 14 000 картин, графических произведений, скульптур, произведений декоративно-прикладного искусства и образцов современного искусства. Из них более 10 000 произведений азербайджанских художников.
Галереей организуются творческие мастерские художников, мастер-классы, передвижные выставки молодых художников. Научными работниками галереи проводятся исследования выставок, конкурсов, картин, сбор информации о художниках.
27 октября 2017 года галереей была сформирована единая информационная база данных азербайджанских художников.
Большинство выставок, проводимых в Азербайджане и за рубежом составляются из картин, входящих в фонд художественной галереи.

## Внешние ссылки
- Сайт музея Архивная копия от 8 октября 2021 на Wayback Machine